# Salicornia senegalensis
Salicornia senegalensis är en amarantväxtart som beskrevs av Auguste Jean Baptiste Chevalier. Salicornia senegalensis ingår i släktet glasörter, och familjen amarantväxter. Inga underarter finns listade i Catalogue of Life.